# Thiadiaye
Thiadiaye ist eine Stadt im Département Mbour der Region Thiès, gelegen im Westen des Senegal.

## Geographische Lage
Thiadiaye liegt im Südosten des Départements Mbour, auf halber Strecke zwischen den Städten M’bour und Fatick an der Grenze zur Region Fatick.
Thiadiaye liegt 85 Kilometer südöstlich von Dakar, 47 Kilometer südöstlich der Regionalpräfektur Thiès und 29 Kilometer östlich von M’bour.

## Geschichte
Das Dorf Thiadiaye wurde 1972 Hauptort einer Landgemeinde (communauté rurale), aus der sie im Jahr 1996 herausgelöst wurde. Thiadiaye erhielt den Status einer städtischen Gemeinde (commune) und die umgebende Landgemeinde erhielt nach dem neuen Hauptort den Namen communauté rurale de Séssène.

## Bevölkerung
Die letzten Volkszählungen ergaben jeweils folgende Einwohnerzahlen:
| Jahr | Einwohner |
| ---- | --------- |
| 1988 | 6.171     |
| 2002 | 10.262    |
| 2013 | 14.975    |

## Verkehr
Durch Thiadiaye führt die Nationalstraße N 1. Sie verbindet die Stadt nach Westen und Nordwesten mit M’bour, Saly Portudal, Nguékhokh, Diamniadio, Bargny und den Großstädten der Metropolregion Dakar sowie nach Osten mit Fatick, Kaolack, Birkelane, Kaffrine, Malem Hodar, Koumpentoum und Tambacounda und mit der malischen Grenze bei Kidira.
Über den 48 km entfernt gelegenen Flughafen Dakar-Blaise Diagne ist Thiadiaye an das internationale Luftverkehrsnetz angeschlossen.